# Xanthotype barnesi
Xanthotype barnesi là một loài bướm đêm trong họ Geometridae.